# Giuliano da Sangallo

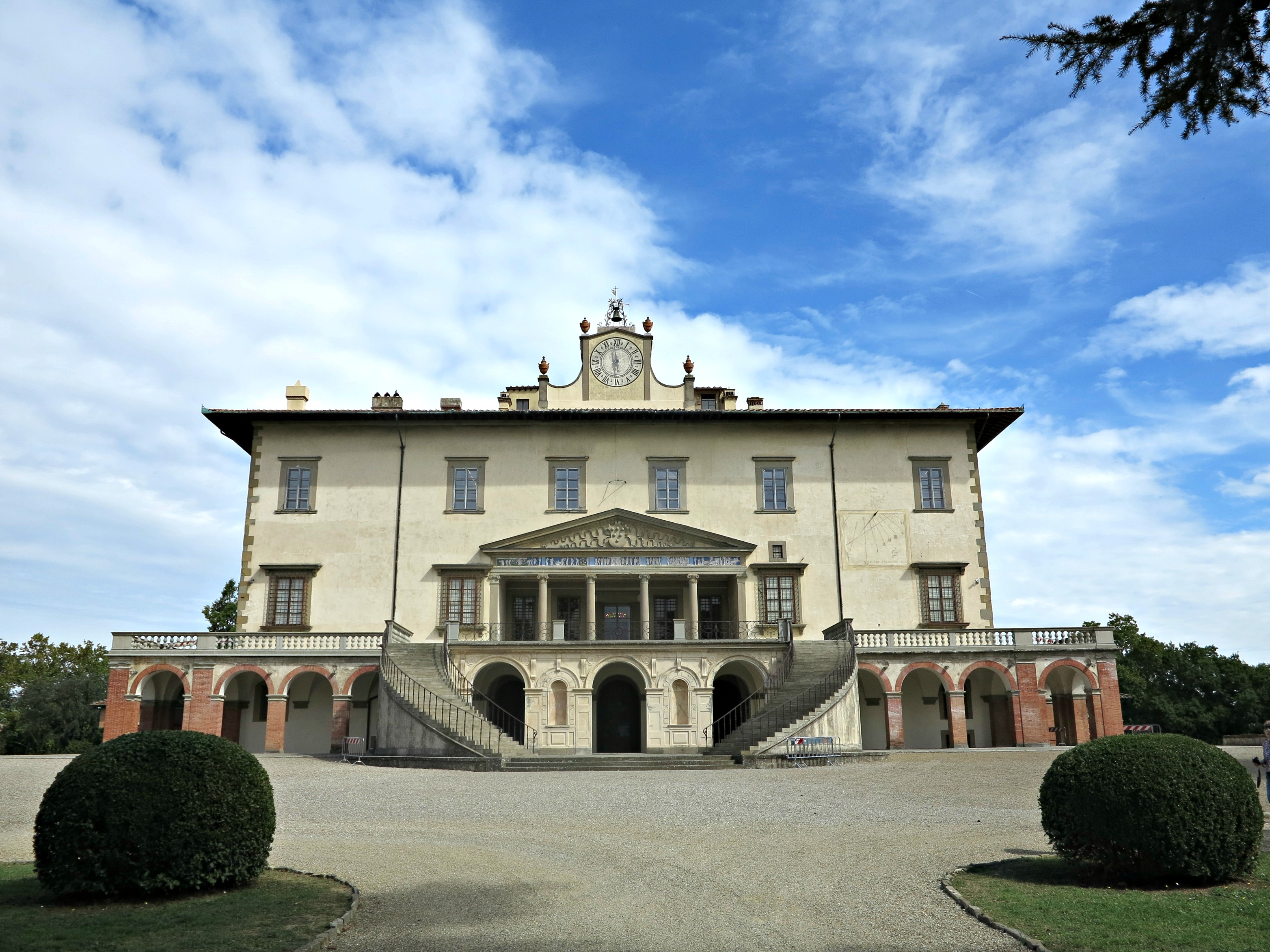
Vila Medicejských v Poggio a Caiano

Giuliano da Sangallo (vlastním jménem Giuliano Giamberti; asi 1445 — 20. října 1516) byl italský renesanční architekt a sochař. Byl pokračovatelem Filippa Brunelleschiho a autorem významných toskánských staveb, v nichž rozvíjel florentskou ranou renesanci ke stylu vrcholné renesance.

## Životopis
Narodil se ve Florencii. Jeho otec Francesco Giamberti byl řezbář a architekt, který pracoval převážně pro Cosima Medicejského, mladší bratr Antonio da Sangallo starší a synovec Antonio da Sangallo mladší byli, stejně jako on, architekti.
Ve svých architektonických počátcích pracoval Giuliano převážně pro Lorenza Medicejského, řečeného Nádherný, pro něhož začal v roce 1485 stavět nádhernou vilu v Poggio a Caiano mezi Florencií a Pistoiou a posilovat opevnění ve Florencii, Castellanu a na dalších místech. Lorenzo I. mu též zadal stavbu augustiniánského kláštera před florentskou bránou San Gallo, jenž byl zničen při obléhání Florencie v roce 1530. Právě díky této stavbě dostal Giuliano jméno Sangallo, jež poté používal i jeho mladší bratr a synovec.